# Godfather’s Pizza
Godfather’s Pizza ist eine US-amerikanische Firma für Systemgastronomie und Restaurantmarke. Der Sitz der von Ronald Gartlan geführten Firma ist Omaha in Nebraska. Die Restaurants werden als Franchise betrieben und verkaufen Fast Food mit italienischem Marketing. Außerdem betreibt das Unternehmen auch sogenannte Pizza Express Bars.

## Geschichte

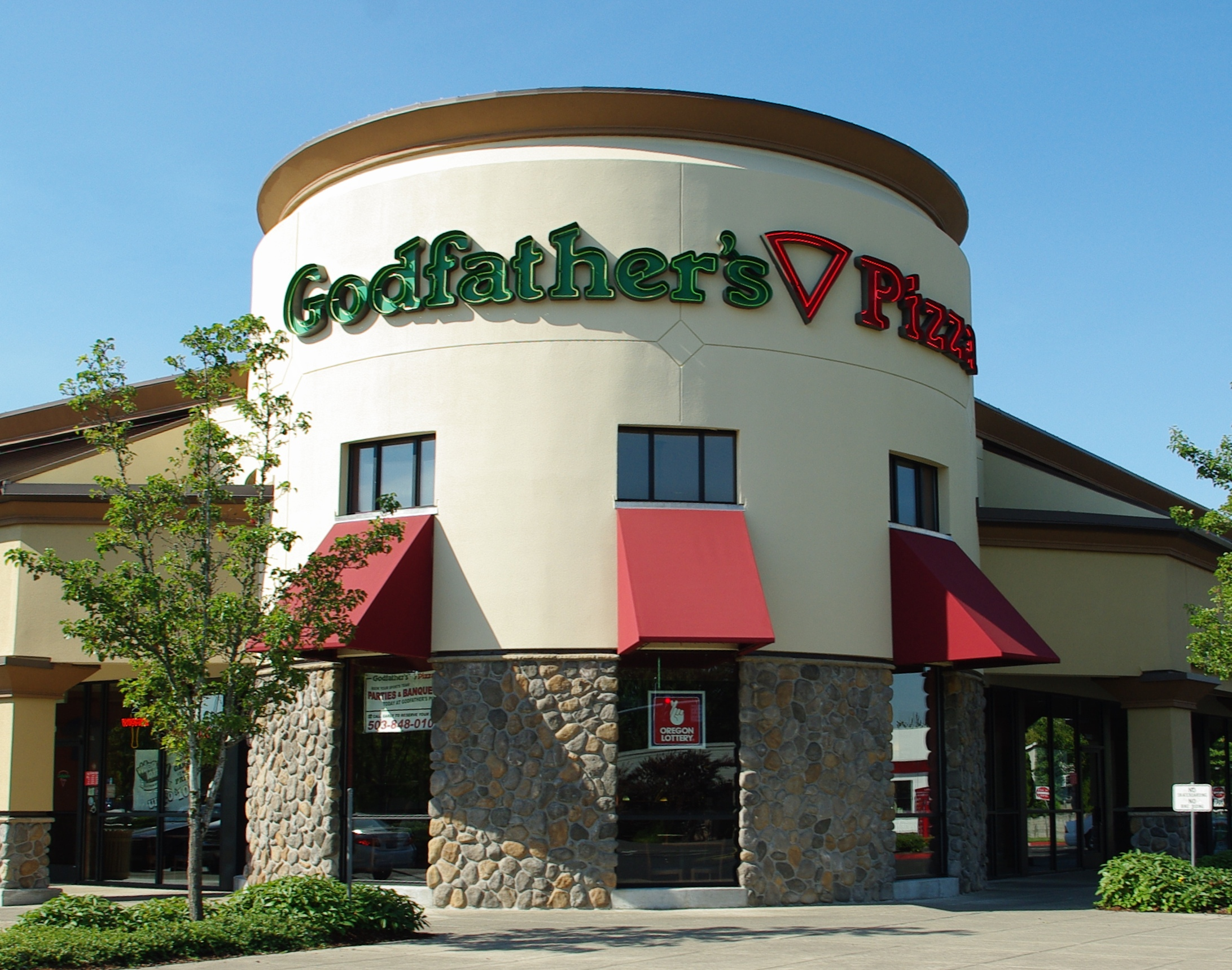
Eine Filiale in Hillsboro (Oregon).

Die erste Gaststätte des Unternehmens wurde 1973 in Omaha im US-Bundesstaat Nebraska eröffnet. In den frühen 1970er-Jahren besaß William Theisen die Bierkneipe Wild Willie’s, die neben einer Pizzeria namens Godfather’s in Omaha lag. Der Inhaber der Pizzeria, Jerry Forte verkaufte das Geschäft 1974 an Theisen, und besitzt heute das Franchise Restaurant Godfather of East Hanover. Theisen begann nach dem Erwerb des Betriebs Franchiselizenzen zu verkaufen. Mitte der 1980er-Jahre verkaufte Theisen Godfather’s an Pillsbury und trat von der aktiven Führung des Unternehmens zurück. 1986 wurde Herman Cain als CEO der Fastfood-Kette engagiert, die zu diesem Zeitpunkt kurz vor der Insolvenz stand. Cain und Ronald B. Gartlan, der Executive Vice President des Unternehmens, stellten eine Gruppe zusammen, um Pillsbury die Marke abzukaufen, was ihnen Anfang 1990 durch eine fremdfinanzierte Übernahme gelang. Obwohl Godfather’s nicht mehr, wie im Jahre 1985, die drittgrößte Pizzakette der USA war, sondern an fünfter Stelle stand, wurde von einer Verkaufsumme von 100 Millionen Dollar berichtet. Zur gleichen Zeit kaufte Pantera’s Pizza viele Godfather’s Restaurants auf. Mit dem Verlust Tausender Arbeitsplätze wurden unter der Führung von Cain etwa 200 Restaurants geschlossen, was Godfather’s aber wieder in die schwarzen Zahlen brachte. 1996 trat Cain als CEO zurück, und Gartlan übernahm die Führung. Cain blieb bis 2002 Vorstandsvorsitzender, bis er 2009 von Gartlan ausgekauft wurde. Im Vorwahlkampf trat 2011 Herman Cain, ehemaliger CEO von Godfathers`s Pizza als Präsidentschaftsbewerber für die Republikanische Partei an. Politico sah ein großes Unterstützerfeld bei der Tea Party Bewegung für Cain.
Laut der offiziellen Webseite des Unternehmens sind im Jahre 2015 571 Restaurants in 36 Staten in Betrieb. Godfather’s Pizza betreibt einige Imbisse in Speedway Tankstellen, in den meisten Minit Mart Convenience Shops in Kentucky im nördlichen Tennessee sowie an einigen Autobahnraststätten des Betreibers TravelCenters of America.